# Старая Татаровка
Старая Татаровка также Тэтэрэука Веке (рум. Tătărăuca Veche) — село в Сорокском районе Молдавии. Является административным центром коммуны Старая Татаровка, включающей также сёла Дечебал, Ниорканы, Новая Слободзея, Новая Татаровка и Толоканешты.

## География
Село расположено на высоте 188 метров над уровнем моря.

## Население
По данным переписи населения 2004 года, в селе Тэтэрэука Веке проживает 625 человек (289 мужчин, 336 женщин).
Этнический состав села:
| Национальность | Число жителей | Процентный состав |
| -------------- | ------------- | ----------------- |
| молдаване      | 613           | 98,08             |
| русские        | 6             | 0,96              |
| румыны         | 3             | 0,48              |
| прочие         | 3             | 0,48              |
| Всего          | 625           | 100 %             |

## Инфраструктура
В селе действуют неправительственные организации «Milenium», «Maetonium», «Nectar-TV», «Renaşterea», работает школа с 241 учеником и 24 учителями. Есть церковь Св. Архангела Михаила, библиотека, дом культуры. Футбольная команда.